# Leoluca
Leoluca  è un nome proprio di persona italiano maschile.

## Varianti
- Maschili: Leo Luca[2]
  - Alterati: Leoluchino[1]
- Femminili
  - Alterati: Leoluchina[1]

## Origine e diffusione

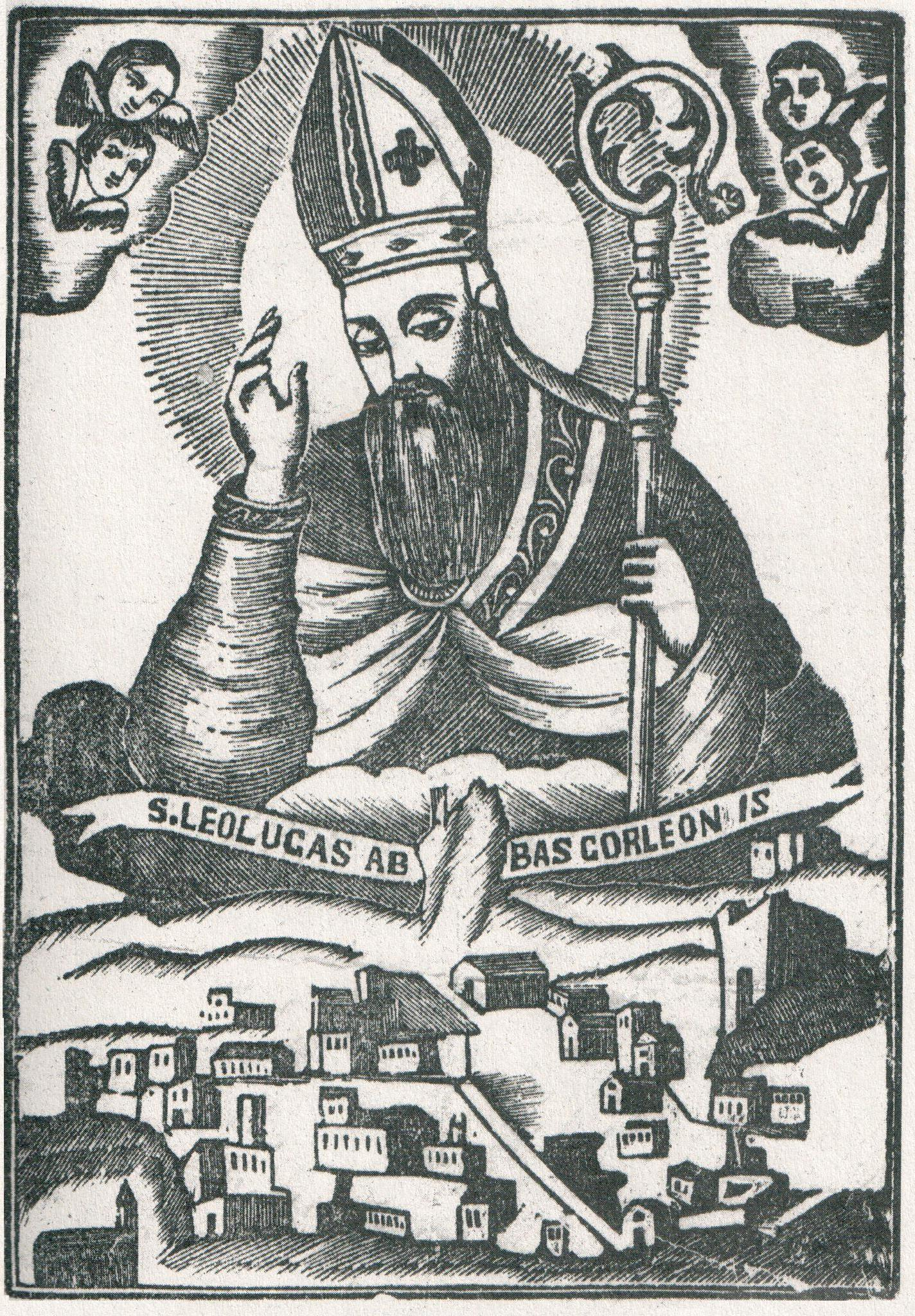
San Leoluca

Si tratta di un composto dei nomi Leo e Luca; la sua diffusione, piuttosto scarsa e maggiore in Sicilia, è dovuta in gran parte alla devozione verso san Leoluca di Corleone.

## Onomastico
L'onomastico si può festeggiare il 1º marzo in memoria di san Leoluca, abate.

## Persone
- Leoluca di Corleone, abate e santo italiano
- Leoluca Bagarella, criminale italiano
- Leoluca Orlando, politico e avvocato italiano